# 1947年の東急フライヤーズ
1947年の東急フライヤーズでは、1947年シーズンの東急フライヤーズの動向をまとめる。
この年の東急フライヤーズは、東京急行電鉄が球団を買収しチーム名が「東急フライヤーズ」に改称されたシーズンであり、苅田久徳選手兼任監督の1年目のシーズンである。

## 概要
1945年11月に東京セネタースの関係者によって創設されたセネタースは巨人や阪神などと違って特定の親会社を持たず、明治の元老・西園寺公望の孫であり、旧華族の西園寺公一がオーナーとなった。チームは8球団中最下位と予想されたが、何とか1946年の球団1年目を5位で終えた。華族制度が日本国憲法の施行で廃止となるため、セネタースは球団経営のピンチに立たされた。そこで西園寺の縁戚で、日立製作所創設者で立憲政友会の総裁も務めた久原房之助の娘婿である五島昇の実父・五島慶太が率いる東急グループがセネタースを買収。しかし五島慶太は鉄道会社の統廃合に関与し（いわゆる大東急）、また戦争に協力したとして公職追放となっていた。そのため、五島の側近である大川博東急専務が球団オーナーに就任。東京急行電鉄にちなんで、急行の意味もあるフライヤーズにニックネームを変更したが、東急の資本参加に反発する一部の選手が退団するなどチーム内が混乱。その影響もありチームはAクラス入りを予想されながらも阪神の戦後初優勝を許し、順位を1つ落として6位となった。シーズン終了後大映の経営参加に伴い球団の名称を「急映フライヤーズ」に改称したため、「東急フライヤーズ」の名称は一時姿を消すことになった。

## チーム成績

### レギュラーシーズン
| 1 | 遊 | 鈴木清一   |
| 2 | 中 | 一言多十   |
| 3 | 一 | 飯島滋弥   |
| 4 | 左 | 大下弘     |
| 5 | 右 | 長持栄吉   |
| 6 | 捕 | 熊耳武彦   |
| 7 | 投 | 白木義一郎 |
| 8 | 三 | 大沢喜好   |
| 9 | 二 | 清水喜一郎 |

| 順位 | 5月終了時 | 5月終了時 | 6月終了時 | 6月終了時 | 7月終了時 | 7月終了時 | 8月終了時 | 8月終了時 | 9月終了時 | 9月終了時 | 最終成績 | 最終成績 |
| ---- | --------- | --------- | --------- | --------- | --------- | --------- | --------- | --------- | --------- | --------- | -------- | -------- |
| 1位  | 大阪      | --        | 大阪      | --        | 大阪      | --        | 大阪      | --        | 大阪      | --        | 大阪     | --       |
| 2位  | 中日      | 0.5       | 中日      | 1.5       | 中日      | 6.0       | 中日      | 5.5       | 中日      | 8.5       | 中日     | 12.5     |
| 3位  | 南海      | 2.5       | 南海      | 7.0       | 南海      | 10.0      | 南海      | 10.5      | 南海      | 11.0      | 南海     | 19.0     |
| 4位  | 金星      | 7.5       | 阪急      | 10.0      | 巨人      | 13.0      | 阪急      | 14.5      | 阪急      | 12.5      | 阪急     | 20.5     |
| 5位  | 阪急      | 8.0       | 巨人      | 10.0      | 阪急      | 14.5      | 巨人      | 15.0      | 巨人      | 16.5      | 巨人     | 22.5     |
| 6位  | 太陽      | 8.0       | 金星      | 12.5      | 東急      | 18.0      | 太陽      | 17.5      | 太陽      | 21.5      | 東急     | 28.0     |
| 7位  | 東急      | 8.5       | 太陽      | 13.0      | 太陽      | 18.5      | 東急      | 22.0      | 東急      | 24.5      | 太陽     | 28.0     |
| 8位  | 巨人      | 9.0       | 東急      | 14.0      | 金星      | 20.0      | 金星      | 23.0      | 金星      | 25.5      | 金星     | 37.5     |

| 順位 | 球団             | 勝 | 敗 | 分 | 勝率 | 差   |
| ---- | ---------------- | -- | -- | -- | ---- | ---- |
| 優勝 | 大阪タイガース   | 79 | 37 | 3  | .681 | -    |
| 2位  | 中日ドラゴンズ   | 67 | 50 | 2  | .573 | 12.5 |
| 3位  | 南海ホークス     | 59 | 55 | 5  | .518 | 19.0 |
| 4位  | 阪急ブレーブス   | 58 | 57 | 4  | .504 | 20.5 |
| 5位  | 読売ジャイアンツ | 56 | 59 | 4  | .487 | 22.5 |
| 6位  | 東急フライヤーズ | 51 | 65 | 3  | .440 | 28.0 |
| 7位  | 太陽ロビンス     | 50 | 64 | 5  | .439 | 28.0 |
| 8位  | 金星スターズ     | 41 | 74 | 4  | .357 | 37.5 |

## できごと
- 5月16日 - 対大阪戦、大阪の野崎泰一→御園生崇男相手に毎回の12安打を打つも完封負け、史上初の「毎回安打で完封負け」となる。

## 表彰選手
| リーグ・リーダー | リーグ・リーダー | リーグ・リーダー | リーグ・リーダー |
| 選手名           | タイトル         | 成績             | 回数             |
| ---------------- | ---------------- | ---------------- | ---------------- |
| 大下弘           | 首位打者         | .315             | 初受賞           |
| 大下弘           | 本塁打王         | 17本             | 2年連続2度目     |
| 大下弘           | 最多安打         | 137本            | 初受賞           |
| 白木義一郎       | 最優秀防御率     | 1.74             | 初受賞           |

| ベストナイン | ベストナイン | ベストナイン |
| 選手名       | ポジション   | 回数         |
| ------------ | ------------ | ------------ |
| 大下弘       | 外野手       | 初受賞       |